# Diamond Dogs (cycle des Inhibiteurs)
Pour les articles homonymes, voir Diamond Dogs.
Diamond Dogs (titre original : Diamond Dogs) est un roman court de science-fiction écrite par Alastair Reynolds et publié dans le recueil Diamond Dogs, Turquoise Days avec le roman court Turquoise Days en 2003. Ces deux romans courts se déroulent dans l’univers du cycle des Inhibiteurs.

## Résumé
L’histoire début avec les retrouvailles de Roland Childe et Richard Swift dans le Monument aux Quatre-vingt, à Chasm City sur Yellowstone. Amis d’enfance, les deux hommes ne s’étaient pas vu depuis des années, à la suite de la disparition mystérieuse de Childe. Ce dernier indique à son ami que depuis son retrait il a toutefois suivi la vie de Richard, et l’invite à le suivre pour lui proposer une affaire intéressante.
Montant dans le volanteur de Childe, Richard rencontre alors le Dr Trintigant, persona non grata dans le Cité du Gouffre après ses expériences de transformation de corps humains, jugées proches de la torture. Le véhicule conduit les trois hommes hors du gouffre, dans le domaine secret de Childe, où ils rejoignent les trois derniers protagonistes des événements à venir. Celestine, ex-femme de Richard et présumée membre de l’expédition de Dan Sylveste vers Resurgam, Hirz, spécialiste de l’infiltration, et Forqueray le capitaine ultra complètent en effet l’équipe.
Childe révèle alors l’objectif de cette réunion : une expédition sur la planète désolée Golgotha, afin de percer les mystères de Flèche de Sang. Cette tour qui s’élève telle une dague jusqu’à 250 mètres est manifestement d’origine non-humaine. La Flèche protège âprement ses secrets, les explorateurs qui y pénètrent n’en sortent jamais, ou bien tellement “atteints” que leur sort est moins enviable que la mort.
Amenés en cryosomnie à bord du gobe-lumen de Foqueray, à l’exception du Dr Trintignant, les membres de l’expédition débarquent sur la planète de la Flêche. En pénétrant dans le monument non-humain, l’expédition se trouve obligée de résoudre des énigmes mathématiques de plus en plus compliquées afin de pouvoir avancer de salle en salle, et s’élever vers le sommet. 
Les talents offerts par les Schèmes Mystifs à Celestine, alors qu’elle à nager permis eux, se révèlent nécessaires. Malgré cela ils commettent des erreurs, et sont durement punis par la Flèche qui révèle une forme d’“intelligence” et un machiavélisme certain. Forqueray est le premier à subir la correction, et perd un bras. L’expédition revient à son campement afin de se soigner et de se préparer à retourner dans le monument-piège. Durant leurs tentatives suivantes Hirz est tuée, et les autres membres blessés. De plus au fil de leur ascension, ils sont obligés de s’exposer encore plus aux “sanctions”, en ôtant leurs combinaison afin de pouvoir se glisser entre les portes de plus en plus étroites menant d’une salle à l’autre.
Les bras et jambes à remplacer par des artificiels représentent pour le Dr Trintignant autant d’opportunités d’expérimenter son talent à des limites lui étant habituellement refusées. L’expédition prend de plus en plus l’aspect d’une séance de torture, les explorateurs devant consentir à se faire démembrer afin d’avancer. Cette facette morbide est renforcée par la récupération des membres de métal laissés par l’expédition à chaque de ses tentatives.
Celestine finit par abandonner, avec le Dr Trintigant restant également au campement, seul Roland Childe et Richard Swift s’acharnent, et se transforment au fur et à mesure en chiens de diamant alors que leurs membres et organes sont progressivement remplacés par les “améliorations” du docteur.
Celestine retourne un dernière fois dans la Flèche, afin de convaincre Richard de retourner avec elle à Chasm City. Elle révèle alors que Childe a déjà exploré la tour, au moyen d’une succession de clone. Le Childe du moment n’est d’ailleurs pas le Childe d’origine mais le dernier clone en date. Ce dernier est alors coupé en deux par la Flèche alors qu’il donne une réponse erronée. Richard convaincu par Celestine accepte d’abandonner. Ils entreprennent de sortir, en emmenant Childe blessé. Finalement le clone n’attendra pas d’être reconstitué, et retournera avec ce qui reste de son corps à l’assaut du sommet, disant qu’il aurait de toute façon fini par se débarrasser de l’autre partie afin d’avancer. De retour au campement, Celestine et Richard retrouvent le Dr Trintignant mort. Il s’est suicidé afin de ne pas avoir à “défaire” les modifications accomplies sur Richard, qu’il considère comme sa plus belle œuvre.
Une fois de retour à Chasm City, Celestine et Richard constatent les ravages de la Pourriture Fondante. La civilisation de Yellowstone est en déroute. Le délabrement technologique ne permet plus de redonner à Richard son corps de chairs et de sang. Vivant avec Celestine, il se promène en public à côté d’elle tel un animal de compagnie bizarre, un chien étrange. Il finit par vouloir retourner sur Golgotha…

## Inspiration
- La Flèche de sang parait être inspirée dans une certaine mesure par le film Cube, notamment avec la mention d’une salle découpant en dés, les personnes y pénétrant.